# أندرو ر. كوب
أندرو ر. كوب (بالإنجليزية: Andrew R. Cobb) هو مهندس معماري أمريكي، ولد في 13 يونيو 1876، وتوفي في 2 يونيو 1943.